# Парсонс, Брендан, 7-й граф Росс
Уильям Клер Леонард Брендан Парсонс, 7-й граф Росс, также известный как Брендан Росс (род. 21 октября 1936 года) — англо-ирландский пэр. Он также 10-й баронет Парсонс из замка Бирр.

## Биография
Родился 21 октября 1936 года в Лондоне. Старший сын Лоуренса Майкла Харви Парсонса, 6-го графа Росса (1906—1979), и Энн (1902—1992), урождённой Мессель, матери Энтони Армстронга-Джонса, 1-го графа Сноудона (1930—2017), от предыдущего брака.
Лорд Росс получил образование в Итонском колледже, Эглонском колледже, Гренобльском университете и Крайст-Черче в Оксфорде. Он был офицером ирландской гвардии в 1955—1957 годах и работал в Организации Объединённых Наций в 1963—1980 годах.
5 июля 1979 года после смерти своего отца Брендан Парсонс унаследовал титул 7-го графа Росса. Он живёт в замке Бирр, графство Оффали. С момента своего рождения и до наследования графства в 1979 году он был известен как лорд Оксмантаун.
С 1979 по 2007 год лорд и леди Росс способствовали многолетним исследованиям А. П. В. Малкомсона, бывшего директора Государственного архивного бюро Северной Ирландии, а в последнее время спонсируемым Ирландской комиссией по рукописям, чтобы впервые создать всеобъемлющий календарь документов Росса в 2008 году. Архив хранится в оружейной комнате замка Бирр. Календарь представляет большую ценность для исследователей, углубляющихся в историю семьи Парсонс, английского поселения ирландских мидлендов в XVII веке, уильямитских войн, раннего ирландского национализма, Королевского флота в восемнадцатом веке, науки и астрономии девятнадцатого века, а также судьбы ирландского землевладельческого дворянства в начале двадцатого века.
Лорд Росс появился в «Великих британских железнодорожных путешествиях» и в эпизоде «Лордов и леди», посвященном замку Бирр. Его жена Элисон Парсонс, графиня Росс, и его дети леди Алисия Клементс и Майкл Парсонс также появились в этой программе.

## Брак и дети
15 октября 1966 года он женился на Элисон Маргарет Кук-Херл, дочери майора Джона Дэйви Кук-Херла и Маргарет Луизы Уотсон. У супругов было трое детей:
- Лоуренс Патрик Парсонс, лорд Оксмантаун (род. 31 марта 1969); женился на Анне Линь Сяоцзин в 2004 году и имеет двоих детей.
- Леди Алисия Парсонс (род. 11 марта 1971), крестница принцессы Маргарет; вышла замуж за Натаниэля Клементса в 2007 году
- Достопочтенный Майкл Джон Финн Парсонс (род. 9 ноября 1981).